# Файнс, Уильям, 2-й барон Сэй и Сил
Уильям Файнс (англ. William Fiennes; примерно 1428 — 14 апреля 1471, при Барнете, Хертфордшир, Королевство Англия) — английский аристократ, 1-й барон Сэй и Сил с 1450 года. Единственный сын Джеймса Файнса, 1-го барона Сэя и Сила, и его жены Эмелины Кроумер. Учился в Оксфорде, после гибели отца унаследовал его титул и семейные владения. До 18 декабря 1450 года стал рыцарем тела короля, в 1454 году получил место в Тайном совете. В 1460 году сражался при Нортгемптоне на стороне Йорков. В 1461 году был мировым судьёй в Кенте, в 1464 году — в Гэмпшире, с 1461 года занимал должность констебля Порчестерского замка. В 1462 году стал вице-адмиралом Англии.
Когда королю Эдуарду IV пришлось бежать во Фландрию, Файнс сопровождал его (1470). В 1471 году он вместе с монархом вернулся в Англию и погиб в битве при Барнете.
Барон был женат на Маргарет Уикхем, дочери Уильяма Уикхема. В этом браке родились двое сыновей, Ричард и Генри, 3-й барон Сэй и Сил.